# Lo mein
Lo mein är en kinesisk maträtt gjord på nudlar med tillbehör som skivade grönsaker, skaldjur (oftast räkor) och olika typer av kött. Maträtten tros vara nästan 2000 år gammal och har ändrats över tid.
Namnet "Lo mein" härstammar från det kantonesiska ordet för "blandade nudlar". På mandarin heter maträtten lāo miàn.
Rätten varierar beroende på region. Bland annat används olika nudlar till rätten i olika delar av Kina, och i USA, där rätten är populär på restauranger, wokas ofta nudlarna.